# Kimmo Wilska

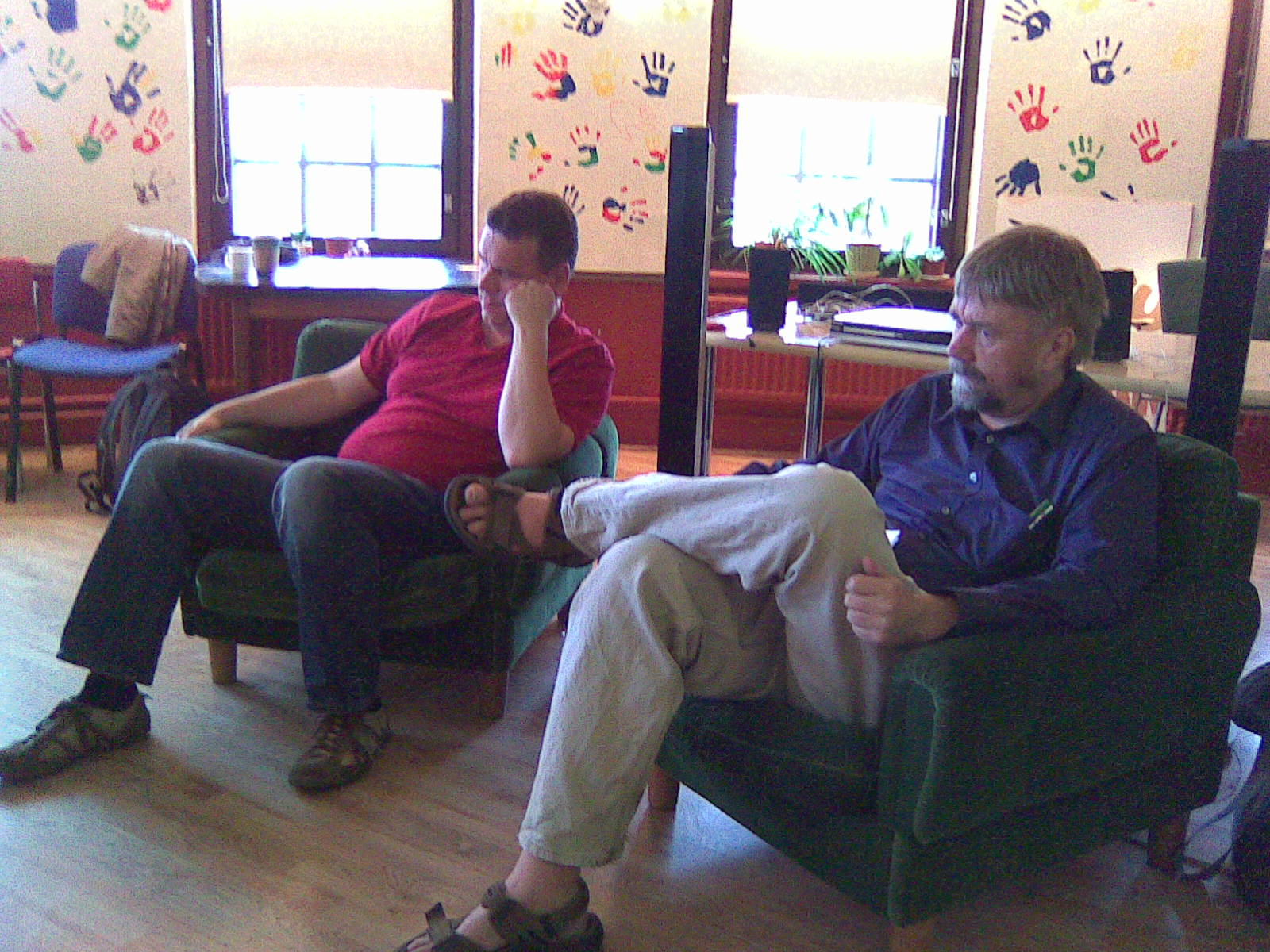
Kimmo Wilska (do lado direito) entrevistando o escritor Jussi Förbom.

Kimmo Wilska (nascido em 5 de agosto de 1956 em Helsinki) é um jornalista anglófono. Trabalhou para a Yle de 1985 a 2010 na Yle News.
Em 2009 terminou uma reportagem sobre o Natal vestido de Papai Noel, e em 13 de agosto de 2010 foi demitido após fingir que estava bebendo após uma reportagem sobre consumo excessivo de bebidas alcoólicas.
Ele também é membro da Green League e também membro da Finnish Cannabis Association.